# Hemiacetal

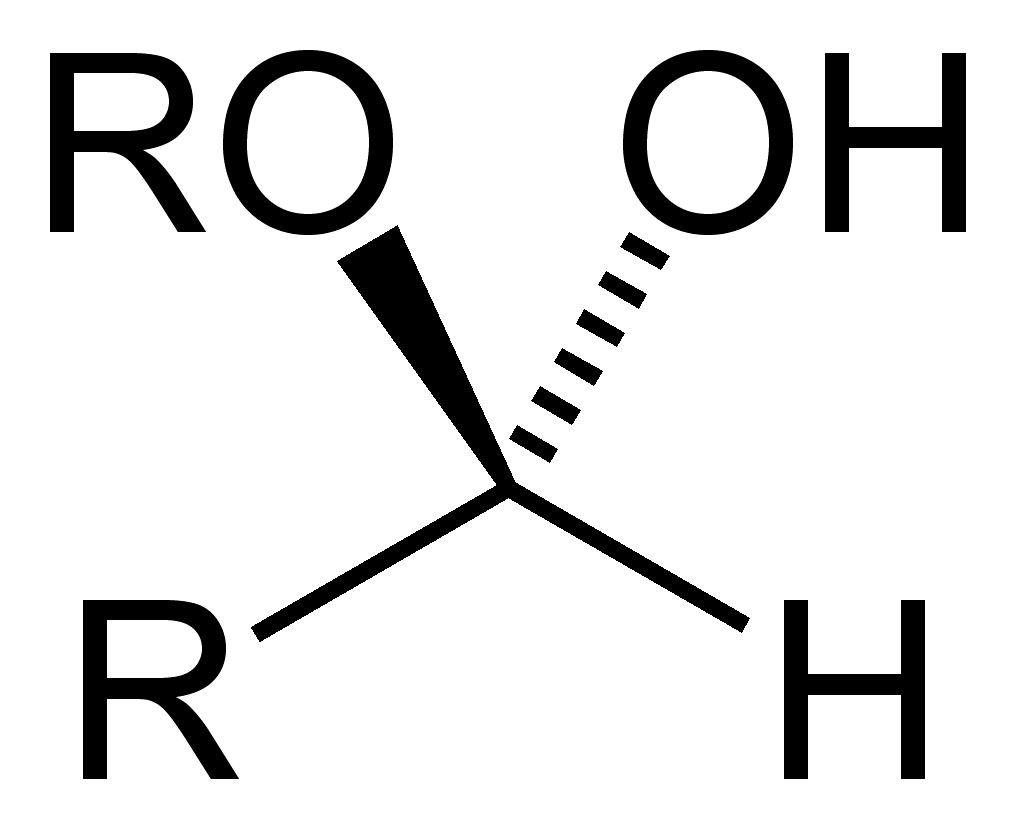
Structura unui hemiacetal

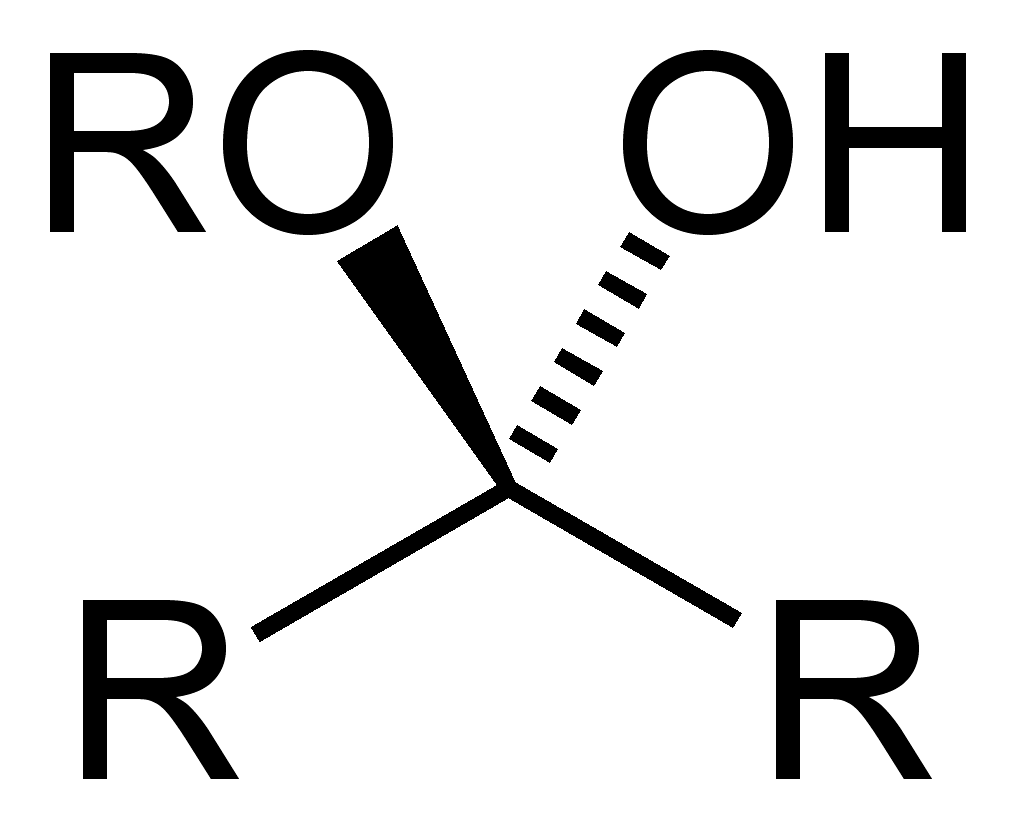
Structura unui hemicetal

Un hemiacetal sau un semiacetal este un compus organic care se obține în urma adiției unui alcool la o aldehidă sau o cetonă. Termenul provine din grecescul hèmi, însemnând „jumătate”, care face referință la faptul că a fost adiționată doar o moleculă de alcool și mai este necesară încă una pentru obținerea unui acetal.

## Obținere
|                          |
| Obținerea hemiacetalilor |
|                          |
|                          |
| Obținerea hemicetalilor  |